# Список серій мультсеріалу «Дивовижний світ Гамбола»
«Дивовижний світ Гамбола» — мультсеріал виробництва Великої Британії, США й Ірландії, створений Беном Буклетом для каналу «Cartoon Network». Транслювався з 3 травня 2011 по 24 червня 2019 року.

## Огляд серіалу
| Номер сезону | Кількість серій | Прем'єра в США | Закінчення в США  |
| ------------ | --------------- | -------------- | ----------------- |
| 1            | 36              | 3 травня 2011  | 13 березня 2012   |
| 2            | 40              | 7 серпня 2012  | 3 грудня 2013     |
| 3            | 40              | 5 червня 2014  | 6 серпня 2015     |
| 4            | 40              | 7 липня 2015   | 27 жовтня 2016    |
| 5            | 40              | 1 вересня 2016 | 10 листопада 2017 |
| 6            | 44              | 5 січня 2018   | 24 червня 2019    |
| Спеціальний  | 14              | 14 грудня 2019 | 20 червня 2021    |

## 1 сезон
| № _ в цілому | № _ в сезоні | Назва                                            | Сценаристи                                                         | Показ в США       | Показ в Україні | Глядачі США (у мільйонах) |
| 1            | 1            | The DVD/Тікай, мамо, тікай                       | Бен Буклет, Джон Фостер і Джеймс Ламонт                            | 3 травня 2011     | 2012            | 2.12                      |
| 2            | 2            | The Responsible/Безвідповідальні брати           | Бен Буклет, Ендрю Бреннер, Джон Фостер, Мік Грейвс і Джеймс Ламонт | 9 травня 2011     | 2012            | 1.95                      |
| 3            | 3            | The Third/Третій зайвий                          | Бен Буклет, Джон Фостер, Джеймс Ламонт і Сем Вард                  | 16 травня 2011    | 2012            | 1.96                      |
| 4            | 4            | The Debt/За позику віддяка                       | Бен Буклет, Джон Фостер і Джеймс Ламонт                            | 16 травня 2011    | 2012            | 1.96                      |
| 5            | 5            | The End/Кінець світу                             | Бен Буклет, Джон Фостер і Джеймс Ламонт                            | 23 травня 2011    | 2012            | 1.89                      |
| 6            | 6            | The Dress/Мамина сукня                           | Бен Буклет, Мік Грейвс і Девід Каджі-Нюбай                         | 23 травня 2011    | 2012            | 1.89                      |
| 7            | 7            | The Quest                                        | Бен Буклет, Джон Фостер і Джеймс Ламонт                            | 30 травня 2011    | 2012            | 1.90                      |
| 8            | 8            | The Spoon                                        | Бен Буклет, Джон Фостер, Джеймс Ламонт і Мік Грейвс                | 30 травня 2011    | 2012            | 1.90                      |
| 9            | 9            | The Pressure/Під натиском друзів                 | Бен Буклет, Джон Фостер, Джеймс Ламонт і Сем Вард                  | 6 червня 2011     | 2012            | 2.18                      |
| 10           | 10           | The Painting/Живопис                             | Бен Буклет, Джон Фостер, Джеймс Ламонт і Мік Грейвс                | 13 червня 2011    | 2012            | 1.96                      |
| 11           | 11           | The Laziest/Турнір ледарів                       | Бен Буклет, Джон Фостер, Джеймс Ламонт і Мік Грейвс                | 20 червня 2011    | 2012            | N/A                       |
| 12           | 12           | The Ghost/Привид                                 | Бен Буклет, Джон Фостер, Джеймс Ламонт і Мік Грейвс                | 27 червня 2011    | 2012            | N/A                       |
| 13           | 13           | The Mystery/Загадкова пригода з містером Брауном | Бен Буклет, Джон Фостер, Джеймс Ламонт і Мік Грейвс                | 11 липня 2011     | 2012            | 2.53                      |
| 14           | 14           | The Prank/Сімейні витівки Уоттерсонів            | Бен Буклет, Джон Фостер і Джеймс Ламонт                            | 18 липня 2011     | 2012            | 1.91                      |
| 15           | 15           | The Gi/Гімоно                                    | Бен Буклет, Джон Фостер і Джеймс Ламонт                            | 25 липня 2011     | 2012            | 2.30                      |
| 16           | 16           | The Kiss/Поцілунок                               | Бен Буклет і Мік Грейвс                                            | 1 серпня 2011     | 2012            | 2.18                      |
| 17           | 17           | The Party/Вечірка                                | Бен Буклет і Мік Грейвс                                            | 8 серпня 2011     | 2012            | 1.85                      |
| 18           | 18           | The Refund/Відшкодування                         | Бен Буклет, Джон Фостер і Джеймс Ламонт                            | 15 серпня 2011    | 2012            | 2.10                      |
| 19           | 19           | The Robot/Робот                                  | Бен Буклет, Джон Фостер і Джеймс Ламонт                            | 22 серпня 2011    | 2012            | 2.06                      |
| 20           | 20           | The Picnic/Пікнік                                | Бен Буклет, Джеймс Ламонт і Мік Грейвс                             | 29 серпня 2011    | 2012            | 1.91                      |
| 21           | 21           | The Goons/Тупиці                                 | Бен Буклет, Джон Фостер, Джеймс Ламонт і Мік Грейвс                | 5 вересня 2011    | 2012            | 2.72                      |
| 22           | 22           | The Secret/Секрет                                | Бен Буклет, Джон Фостер і Джеймс Ламонт                            | 26 вересня 2011   | 2012            | 2.05                      |
| 23           | 23           | The Sock/Шкарпетка                               | Бен Буклет, Джон Фостер, Джеймс Ламонт і Сем Вард                  | 3 жовтня 2011     | 2012            | 2.00                      |
| 24           | 24           | The Genius/Геній                                 | Бен Буклет, Джон Фостер, Джеймс Ламонт і Мік Грейвс                | 10 жовтня 2011    | 2012            | 1.80                      |
| 25           | 25           | The Poltergeist                                  | Бен Буклет, Джон Фостер, Джеймс Ламонт, Мік Грейвс і Сем Вард      | 17 жовтня 2011    | 2012            | 2.11                      |
| 26           | 26           | The Mustache/Вуса                                | Бен Буклет і Мік Грейвс                                            | 21 листопада 2011 | 2012            | 2.08                      |
| 27           | 27           | The Date/Побачення                               | Бен Буклет, Джон Фостер і Джеймс Ламонт                            | 28 листопада 2011 | 2012            | 2.20                      |
| 28           | 28           | The Club/Клуб                                    | Бен Буклет, Джон Фостер, Джеймс Ламонт і Мік Грейвс                | 5 грудня 2011     | 2012            | 2.18                      |
| 29           | 29           | The Wand/Чарівна паличка                         | Бен Буклет, Джон Фостер, Джеймс Ламонт і Мік Грейвс                | 24 січня 2012     | 2012            | 1.83                      |
| 30           | 30           | The Ape                                          | Бен Буклет, Джон Фостер, Джеймс Ламонт і Мік Грейвс                | 31 січня 2012     | 2012            | 1.79                      |
| 31           | 31           | The Car/Нова машина                              | Бен Буклет, Джон Фостер, Джеймс Ламонт і Мік Грейвс                | 7 лютого 2012     | 2012            | 1.68                      |
| 32           | 32           | The Curse/Прокляття                              | Бен Буклет, Джон Фостер, Джеймс Ламонт і Мік Грейвс                | 14 лютого 2012    | 2012            | 1.91                      |
| 33           | 33           | The Microwave/Мікрохвильова піч                  | Бен Буклет, Джон Фостер і Джеймс Ламонт                            | 21 лютого 2012    | 2012            | 1.85                      |
| 34           | 34           | The Meddler/Липучка                              | Бен Буклет, Джон Фостер і Джеймс Ламонт                            | 28 лютого 2012    | 2012            | 1.69                      |
| 35           | 35           | The Helmet/ Фольговий ковпак                     | Бен Буклет, Джон Фостер, Джеймс Ламонт і Томмі Панайс              | 6 березня 2012    | 2012            | 1.96                      |
| 36           | 36           | The Fight/Бійка                                  | Бен Буклет, Джон Фостер, Джеймс Ламонт і Мік Грейвс                | 13 березня 2012   | 2012            | 2.10                      |
| ------------ | ------------ | ------------------------------------------------ | ------------------------------------------------------------------ | ----------------- | --------------- | ------------------------- |

## 2 сезон

### Перша частина
| № в цілому | № в сезоні | Назва         | Сценаристи                                                         | Показ в США       | Показ в Україні | Код серії | Глядачі США (у мільйонах) |
| 37         | 1          | The Remote    | Бен Буклет, Джон Фостер, Джеймс Ламонт і Мік Грейвс                | 7 серпня 2012     | TBA             | GB202     | 1.81                      |
| 38         | 2          | The Colossus  | Бен Буклет, Джон Фостер, Джеймс Ламонт і Мік Грейвс                | 14 серпня 2012    | TBA             | GB208     | 1.59                      |
| 39         | 3          | The Knights   | Бен Буклет, Джон Фостер, Джеймс Ламонт і Мік Грейвс                | 21 серпня 2012    | TBA             | GB201     | N/A                       |
| 40         | 4          | The Fridge    | Бен Буклет, Джон Фостер, Джеймс Ламонт і Мік Грейвс                | 4 вересня 2012    | TBA             | GB203     | 2.00                      |
| 41         | 5          | The Flower    | Бен Буклет, Джон Фостер, Джеймс Ламонс і Мік Грейвс                | 11 вересня 2012   | TBA             | GB207     | 1.99                      |
| 42         | 6          | The Banana    | Бен Буклет, Джон Фостер і Джеймс Ламонт                            | 11 вересня 2012   | TBA             | GB209     | 1.99                      |
| 43         | 7          | The Phone     | Бен Буклет, Кріс Ґарбутт і Мік Грейвс                              | 18 вересня 2012   | TBA             | GB204     | 1.83                      |
| 44         | 8          | The Job       | Бен Буклет, Джон Фостер, Джеймс Ламонт і Мік Грейвс                | 18 вересня 2012   | TBA             | GB206     | 1.83                      |
| 45         | 9          | Halloween     | Бен Буклет, Джон Фостер і Джеймс Ламонт                            | 23 жовтня 2012    | TBA             | GB205     | 1.71                      |
| 46         | 10         | The Treasure  | Бен Буклет, Джон Фостер, Джеймс Ламонт і Мік Грейвс                | 25 жовтня 2012    | TBA             | GB211     | 1.95                      |
| 47         | 11         | The Apology   | Бен Буклет, Джон Фостер і Джеймс Ламонт                            | 6 листопада 2012  | TBA             | GB215     | 2.12                      |
| 48         | 12         | The Words     | Бен Буклет, Джон Фостер і Джеймс Ламонт                            | 13 листопада 2012 | TBA             | GB214     | 1.83                      |
| 49         | 13         | The Skull     | Бен Буклет, Джон Фостер, Джеймс Ламонт і Мік Грейвс                | 20 листопада 2012 | TBA             | GB212     | 1.86                      |
| 50         | 14         | The Bet       | Бен Буклет, Джон Фостер і Джеймс Ламонт                            | 27 листопада 2012 | TBA             | GB220     | 1.62                      |
| 51         | 15         | Christmas     | Бен Буклет, Джон Фостер і Джеймс Ламонт                            | 4 грудня 2012     | TBA             | GB217     | 1.70                      |
| 52         | 16         | The Watch     | Бен Буклет, Джон Фостер і Джеймс Ламонт                            | 22 січня 2013     | TBA             | GB219     | 1.75                      |
| 53         | 17         | The Bumpkin   | Бен Буклет, Джон Фостер, Джеймс Ламонт і Мік Грейвс                | 29 січня 2013     | TBA             | GB222     | 1.84                      |
| 54         | 18         | The Flakers   | Бен Буклет, Джон Фостер і Джеймс Ламонт                            | 5 лютого 2013     | TBA             | GB218     | 1.65                      |
| 55         | 19         | The Authority | Бен Буклет, Джон Бріттайн, Джон Фостер, Джеймс Ламонт і Мік Грейвс | 12 лютого 2013    | TBA             | GB223     | 1.78                      |
| 56         | 20         | The Virus     | Бен Буклет, Джон Фостер і Джеймс Ламонт                            | 5 червня 2013     | TBA             | GB216     | 2.57                      |
| ---------- | ---------- | ------------- | ------------------------------------------------------------------ | ----------------- | --------------- | --------- | ------------------------- |

### Друга частина
| 57 | 21 | The Pony     | Бен Буклет, Джон Бріттайн, Мік Грейвс, Джон Фостер і Джеймс Ламонт              | 12 червня 2013 | TBA | GB225 | 1.95 |
| 58 | 22 | The Hero     | Бен Буклет, Джон Фостер, Джеймс Ламонт і Мік Грейвс                             | 19 червня 2013 | TBA | GB210 | 1.37 |
| 59 | 23 | The Dream    | Бен Буклет, Джон Бріттайн, Том Кровлі, Джон Фостер, Джеймс Ламонт і Тобі Вілсон | 26 червня 2013 | TBA | GB226 | 1.59 |
| 60 | 24 | The Sidekick | Бен Буклет, Джон Бріттайн, Том Кровлі, Джон Фостер, Джеймс Ламонт і Тобі Вілсон | 3 липня 2013   | TBA | GB229 | 1.76 |
| 61 | 25 | The Photo    | Бен Буклет, Джон Бріттайн, Том Кровлі, Джон Фостер, Джеймс Ламонт і Тобі Вілсон | 17 липня 2013  | TBA | GB228 | 1.20 |
| -- | -- | ------------ | ------------------------------------------------------------------------------- | -------------- | --- | ----- | ---- |

## 4 сезон

### Перша частина
| № в цілому | № в сезоні | Назва               | Сценаристи | Показ в США    | Показ в Україні | Глядачі США (у мільйонах) |
| 117        | 1          | The Return          | Бен Буклет, Луїз Коутс, Мік Грейвс, Ендрю Джонс, Царан Муртаґ, Джо Пархем і Тобі Вілсон                                          | 7 липня 2015   | TBA             | 2.04                      |
| 118        | 2          | The Nemesis         | Бен Буклет, Луїз Коутс, Мік Грейвс, Тімоті Міллс, Джо Пархем і Джесс Ренсом                                                      | 10 липня 2015  | TBA             | 1.63                      |
| 119        | 3          | The Crew            | Бен Буклет, Луїз Коутс, Мік Грейвс, Тім Міллс, Джо Пархем, Річард Предді, Джесс Ренсом і Тобі Вілсон                             | 13 серпня 2015 | TBA             | 1.54                      |
| 120        | 4          | The Others          | Натан Ойербах, Даніель Берг, Бен Буклет, Луїз Коутс, Тімоті Міллс і Джо Пархем                                                   | 20 серпня 2015 | TBA             | 1.35                      |
| 121        | 5          | The Signature       | Натан Ойербах, Даніель Берг, Бен Буклет, Луїз Коутс і Тобі Вілсон                                                                | 27 серпня 2015 | TBA             | 1.44                      |
| 122        | 6          | The Check           | Натан Ойербах, Даніель Берг, Бен Буклет, Луїз Коутс, Джесс Ренсом і Тобі Вілсон                                                  | 31 серпня 2015 | TBA             | 1.64                      |
| 123        | 7          | The Pest            | Бен Буклет, Тобі Вілсон, Джесс Ренсом, Луїз Коутс, Даніель Берг, Натан Ойербах і Джо Пархем                                      | 1 вересня 2015 | TBA             | 1.35                      |
| 124        | 8          | The Sale            | Натан Ойербах, Даніель Берг, Бен Буклет, Луїз Коутс, Джо Пархем і Тобі Вілсон                                                    | 2 вересня 2015 | TBA             | 1.43                      |
| 125        | 9          | The Gift            | Бен Буклет, Марк Еванс, Луїз Коутс, Джо Пархем, Даніель Берг, Натан Ойербах і Тобі Вілсон                                        | 3 вересня 2015 | TBA             | 1.50                      |
| 126        | 10         | The Parking         | Натан Ойербах, Даніель Берг, Бен Буклет, Луїз Коутс, Мік Грейвс, Джо Пархем і Тобі Вілсон                                        | 4 вересня 2015 | TBA             | 1.44                      |
| 127        | 11         | The Routine         | Бен Буклет, Луїз Коутс, Натан Ойербах, Даніель Берг, Ендрю Джонс, Царан Муртаґ, Том Нінан, Енді Волтон, Джо Пархем і Тобі Вілсон | 5 жовтня 2015  | TBA             | 1.32                      |
| 128        | 12         | The Upgrade         | Бен Буклет, Мік Грейвс, Луїз Коутс, Натан Ойербах, Даніель Берг, Джо Пархем і Тобі Вілсон                                        | 6 жовтня 2015  | TBA             | 1.26                      |
| 129        | 13         | The Comic           | Бен Буклет, Луїз Коутс, Ендрю Джонс, Царан Муртаґ, Оллі Нек, Тобі Вілсон і Метт Зекірі                                           | 7 жовтня 2015  | TBA             | 1.13                      |
| 130        | 14         | The Romantic        | Натан Ойербах, Даніель Берг, Бен Буклет, Луїз Коутс, Джо Пархем і Тобі Вілсон                                                    | 8 жовтня 2015  | TBA             | 1.39                      |
| 131        | 15         | The Uploads         | Бен Буклет, Луїз Коутс, Натан Ойербах, Даніель Берг, Ендрю Джонс, Царан Муртаґ, Джо Пархем і Тобі Вілсон                         | 9 жовтня 2015  | TBA             | 1.24                      |
| 132        | 16         | The Apprentice      | Бен Буклет, Луїз Коутс, Філ Велан, Даніель Берг, Натан Ойербах, Мік Грейвс і Тобі Вілсон                                         | 7 січня 2016   | TBA             | 1.16                      |
| 133        | 17         | The Hug             | Бен Буклет, Луїз Коутс, Ендрю Джонс, Царан Муртаґ і Тобі Вілсон                                                                  | 14 січня 2016  | TBA             | 1.08                      |
| 134        | 18         | The Wicked          | Бен Буклет, Мік Грейвс, Луїз Коутс, Тімоті Міллс, Натан Ойербах, Джо Пархем і Тобі Вілсон                                        | 21 січня 2016  | TBA             | 1.54                      |
| 135        | 19         | The Traitor         | Бен Буклет, Ben Bocquelet, Ґійом Кассюто, Натан Ойербах, Джо Пархем, Даніель Берг і Тобі Вілсон                                  | 28 січня 2016  | TBA             | 1.32                      |
| 136        | 20         | The Origins, Part 1 | Бен Буклет, Мік Грейвс, Луїз Коутс, Даніель Берг, Натан Ойербах, Джо Пархем і Тобі Вілсон                                        | 15 лютого 2016 | TBA             | 2.17                      |
| ---------- | ---------- | ------------------- | --- | -------------- | --------------- | ------------------------- |

### Друга частина
| 137 | 21 | The Origins, Part 2  | Бен Буклет, Мік Грейвс, Луїз Коутс, Ендрю Джонс, Царан Муртаґ, Даніель Берг, Натан Ойербах, Джо Пархем і Тобі Вілсон | 15 лютого 2016 [Архівовано 1 червня 2016 у Wayback Machine.] | TBA | 2.17 |
| 138 | 22 | The Girlfriend       | Бен Буклет, Мік Грейвс, Луїз Коутс, Джо Пархем, Тобі Вілсон, Натан Ойербах і Даніель Берг                            | 30 березня 2016                                              | TBA | 1.18 |
| 139 | 23 | The Advice           | Бен Буклет, Мік Грейвс, Луїз Коутс, Даніель Берг, Натан Ойербах, Джо Пархем і Тобі Вілсон                            | 21 квітня 2016                                               | TBA | 1.12 |
| 140 | 24 | The Signal           | Бен Буклет, Мік Грейвс, Джо Пархем, Ендрю Джонс, Царан Муртаґ і Тобі Вілсон                                          | 28 квітня 2016                                               | TBA | 1.28 |
| 141 | 25 | The Parasite         | Бен Буклет, Мік Грейвс, Луїз Коутс, Даніель Берг, Натан Ойербах, Джо Пархем і Тобі Вілсон                            | 5 травня 2016                                                | TBA | 1.04 |
| 142 | 26 | The Love             | Бен Буклет, Мік Грейвс, Луїз Коутс, Даніель Берг, Натан Ойербах, Джо Пархем і Тобі Вілсон                            | 12 травня 2016                                               | TBA | 1.14 |
| 143 | 27 | The Awkwardness      | Бен Буклет, Мік Грейвс, Ґійом Кассюто, Луїз Коутс, Даніель Берг, Натан Ойербах, Джо Пархем і Тобі Вілсон             | 19 травня 2016                                               | TBA | 1.10 |
| 144 | 28 | The Nest             | Бен Буклет, Ґійом Кассюто, Натан Ойербах, Даніель Берг і Тобі Вілсон                                                 | 26 травня 2016                                               | TBA | 1.05 |
| 145 | 29 | The Points           | Бен Буклет, Джо Пархем, Тобі Вілсон, Натан Ойербах і Даніель Берг                                                    | 2 червня 2016                                                | TBA | 1.41 |
| 146 | 30 | The Bus              | TBA | 9 червня 2016                                                | TBA | TBD  |
| 147 | 31 | The Night            | TBA | 16 червня 2016                                               | TBA | TBD  |
| 148 | 32 | The Misunderstanding | TBA | 23 червня 2016                                               | TBA | TBD  |
| --- | -- | -------------------- | --- | ------------------------------------------------------------ | --- | ---- |